# Embalse de Joaquín Costa
El embalse de Joaquín Costa (por Joaquín Costa, defensor de la política hidráulica como motor del desarrollo de Ribagorza) o embalse de Barasona (por Barasona, localidad más cercana que quedó sumergida por la construcción del pantano) es un embalse en el río Ésera que sirve como cabecera para el sistema de Canal de Aragón y Cataluña

## Historia
La construcción de un canal de riego para la Baja Ribagorza había sido un proyecto ilustrado desde el siglo XVIII, aunque solo se pudo acometer durante el siglo XIX, bajo la intensa presión social de intelectuales como Joaquín Costa y su Liga de Contribuyentes de Ribagorza. Inaugurado finalmente en 1906 como Canal de Aragón y Cataluña, carecía sin embargo de un reservorio que permitiera un flujo constante y seguro de agua lo que motivó demandas posteriores de una presa en cabecera. 
Durante las décadas siguientes se aprobó la ley de riegos de 1911 y se crearon las confederaciones hidrográficas en 1926, lo que generó el marco legal para la construcción del embalse. Las obras comenzaron en 1929 y fueron terminadas en 1932. Como en muchos embalses, se requirieron expropiaciones de alta conflictividad social, que generaron disputas hasta bien entrada la década de 1960.
Durante la guerra civil española el ejército republicano voló las compuertas de la presa para frenar el avance sublevado.
El sistema posteriormente se complementó con los embalses de Santa Ana (1961) y de San Salvador, diseñados para aumentar la capacidad de regulación de la cuenca, que desbordaba en el deshielo el volumen de Barasona.

## Descripción
El embalse sigue la tipología de gravedad y alcanza una altura de coronación de 99 m en una garganta del río Ésera cuyas orillas han estado pobladas desde la prehistoria.

## Otros usos
El embalse se usa también para fines recreativos, albergando un camping y establecimientos para actividades acuáticas en sus cercanías como el remo y la pesca.